# مورغان (جورجيا)
مورغان (بالإنجليزية: Morgan, Georgia)‏ هي مدينة تقع في مقاطعة كالهاون، جورجيا بولاية جورجيا في الولايات المتحدة. تبلغ مساحة هذه المدينة 3.4 (كم²)، وترتفع عن سطح البحر 75 م، بلغ عدد سكانها 1464 نسمة في عام 2010 حسب إحصاء مكتب تعداد الولايات المتحدة.

## أعلام
- بيلي بريان
- توم تشيني

## وصلات خارجية
- Cities & Counties - Georgia.gov